# Giuseppe Musolino
Giuseppe Musolino (ur. 24 września 1876 w Santo Stefano in Aspromonte, zm. 22 stycznia 1956 w Reggio di Calabria) – włoski gangster, nazywany królem Aspromonte.

## Życiorys
Giuseppe Musolino urodził się w Santo Stefano in Aspromonte w pobliżu Reggio di Calabria. Od młodości miał agresywny charakter i sprawiał problemy wychowawcze. Po zakończeniu szkoły pracował jako robotnik w firmie ojca, później prowadził sklep. Ze względu na swój charakter i upodobanie do angażowania się w podejrzane znajomości w powszechnej opinii mieszkańców swojej wsi był uważany za członka mafii.
13 czerwca 1897 roku Musolino napadł z pistoletem na ojca jednego ze znajomych. Dwa miesiące później groził śmiercią Rosalii Caligiuri, w której był zakochany. Dokonał także napaści na inną kobietę. W efekcie spędził 25 dni w areszcie i został ukarany grzywną w wysokości 30 lirów. 2 września napadł na dwie kobiety uzbrojony w siekierę. Za ten napad skazano go na 5 miesięcy więzienia. Wkrótce po wyjściu na wolność był zamieszany w strzelaninę, w związku z czym ukrywał się od 28 października 1897 do 9 kwietnia 1898 roku. Następnie został aresztowany i osadzony w więzieniu. Z powodu ataku na strażnika jego wyrok został dodatkowo wydłużony.
Musolino został uznany za członka mafii i skazany 27 września 1898 roku na karę 21 lat 2 miesięcy i 15 dni więzienia. W więzieniu popadł w depresję. 9 stycznia 1899 roku wraz z trzema innymi więźniami uciekł z więzienia i ukrywał się do 9 stycznia 1901 roku. W tym czasie stał się postacią powszechnie znaną, mitologizowaną i stylizowaną na kalabryjskiego Robin Hooda. Łącznie w tym okresie zabił 7 osób, a kolejne 8 lub 10 ranił lub usiłował zabić.
Jeszcze w styczniu 1899 roku zabił Franceskę Sidano, w czasie, gdy usiłował zabić jej konkubenta Stefano Creę. Musolino przyznał później, że Creę chciał zabić z zemsty. W sierpniu, również w ramach zemsty, zabił Stefano Zoccoliego, a kilka dni później policjanta Alessio Chirico, który usiłował go aresztować. W lutym 1900 roku ranił jednego ze swoich kuzynów, gdyż pomylił go z inną osobą. Miesiąc później zastrzelił Giuseppe Agelone. Większość zabitych przez niego osób uważał za szpiegów, których zadaniem było szkodzenie mu. Oprócz zemsty w jego planach było także przedostanie się do Francji, z której zamierzał wyruszyć do Stanów Zjednoczonych.
Jego schwytanie przez długi czas było niemożliwe, ponieważ korzystał z opieki ludności uważającej go za ofiarę represji sądowych. Został aresztowany 9 października 1901 roku, kiedy dwóch policjantów zauważyło go na drodze, a próba ucieczki nie powiodła się. Musolino bezskutecznie usiłował przekupić policjantów.
Podczas przesłuchań podawał się za Francesco Colafiore, odmawiał także przyznania się do zarzucanej mu próby zastrzelenia policjantów, którzy go aresztowali. 16 października został zidentyfikowany przez Stefano Zirilliego. Po ponownym procesie skazano go na dożywotnie więzienie, a 12 lat później uznano za chorego psychicznie.
Zmarł w szpitalu psychiatrycznym w Reggio di Calabria 22 stycznia 1956 roku.

## Upamiętnienie
Za czasów faszystowskich jego kult był mocno tępiony przez władze, zapewne z powodu podobieństwa jego nazwiska do nazwiska Benito Mussoliniego. Po upadku faszyzmu nakręcono film poświęcony jego życiu pt. Il brigante Musolino (1950).